# Бельгард, Алексей Валерианович
Алексе́й Валериа́нович Бельга́рд (12 (24) ноября 1861 — 27 февраля 1942) — эстляндский губернатор, сенатор, мемуарист.

## Биография
Сын генерала от инфантерии Валериана Александровича Бельгарда и Варвары Николаевны Хвостовой. Старшие братья Валериан (1855—1913) и Иван были военными. Внук генерал-майора А. А. Бельгарда, переселившегося в Россию в царствование Екатерины II.
По окончании Императорского училища правоведения поступил 27 апреля 1883 года на службу по Министерству юстиции. Служил в Риге товарищем прокурора, присяжным поверенным, затем, с 5 сентября 1893 года, по Министерству внутренних дел в Москве.
С 1900 года состоял членом совета Главного управления по делам печати. В 1901—1902 годах занимал пост Лифляндского вице-губернатора. 6 июля 1902 года назначен исправляющим должность Эстляндского губернатора, утверждён в должности 1 апреля 1904 года. 4 марта 1905 года назначен начальником Главного управления по делам печати. Также состоял председателем комиссии по начальному образованию Санкт-Петербургской городской думы.
27 марта 1912 года назначен неприсутствующим сенатором, затем присутствовал в первом департаменте. В 1914 году его утвердили генеральным комиссаром Международной выставки в Лейпциге, где он застал начало Первой мировой войны.
В 1918 году, после революции, эмигрировал в Германию. В апреле—мае 1919 участвовал в формировании частей Белой армии в Германии и Прибалтике. В 1921 году участвовал в Рейхенгалльском монархическом съезде, был рекомендован для участия в Русском Зарубежном Церковном Соборе в Сремских Карловцах.
После прихода к власти в Германии нацистов он был вынужден переехать из Берлина в Эстонию, в 1940 году — опять в Германию, где скончался в 1942 году. Похоронен на кладбище Тегель.
Воспоминания Бельгарда (Москва, «Новое литературное обозрение», 2009) являются важным источником информации о работе российского цензурного ведомства.

## Семья
Был женат на переводчице Софье Петровне Верман (1853—1928), первой жене Ивана Христиановича Вермана (1850—1893), дочери князя П. А. Урусова и внучке генерал-лейтенанта Н. М. Сипягина. Их сын:
- Алексей (1899—1945), выпускник Пажеского корпуса (1917), прапорщик лейб-гвардии Конной артиллерии. В 1919 году — член офицерской организации в Польше, затем в эмиграции[6]. В 1924 году, как заявила его вдова Ирина в 1966 году, он имел отношение к фабрикованию «письма Зиновьева»; во время Второй мировой войны, живя в Германии, был двойным агентом MI6 и Абвера, через него Абверу сообщалась дезинформация. Через нейтральную Швецию в 1944 году перебрался в Великобританию, где умер от туберкулеза[7].

## Чины и звания
- статский советник (1899);
- в звании камергера (1900)[8];
- действительный статский советник (28 марта 1904)[8];
- в должности гофмейстера (1905)[8];
- гофмейстер (29 марта 1909)[8].

## Награды
Российские:
- орден Святого Станислава 3-й ст.[3];
- золотой портсигар с драгоценными камнями (1898);
- Высочайшее благоволение (1902);
- Высочайшая благодарность (1904);
- орден Святого Станислава 1-й ст. (1906);
- орден Святой Анны 1-й ст. (1912);
- медаль «В память царствования императора Александра III» (1896);
- медаль «В память коронации Императора Николая II» (1896);
- медаль «В память 300-летия царствования дома Романовых» (1913).

Иностранные:
- датский орден Данеброга, командорский крест 1-го класса (1902).